# Kirstin Bull
Pour les articles homonymes, voir Bull (homonymie).
Kirstin Bull, née le 2 août 1981, est une coureuse d'ultra-marathon australienne. Elle est championne du monde du 100 kilomètres 2016.

## Biographie
Kirstin fait ses débuts en athlétisme dans la discipline du cross-country durant sa jeunesse. Elle se met par la suite à la course sur route et au marathon. Mais voyant qu'elle manque de vitesse sur cette distance, elle décide de se lancer sur des courses plus longues.
Le 16 janvier 2011, elle s'essaie à la discipline du trail en prenant le départ du Two Bays Trail Run. Elle y termine deuxième derrière la favorite Kate Seibold-Crosbie. Le 25 septembre, elle prend part aux Championnats du Commonwealth de course en montagne et ultradistance sur l'épreuve de trail à Newborough. Alors que l'Anglaise Emma Gooderham s'échappe en tête, Kirstin effectue une solide course et parvient à se rapprocher de l'Écossaise Angela Mudge pour remporter la médaille de bronze.
Le 18 mai 2014, elle participe pour la première fois au Great Ocean Road Marathon de 45 kilomètres et s'impose en 3 h 7 min 51 s, trois minutes devant la favorite Lucie Hardiman.
Le 11 janvier 2015, elle remporte sa troisième victoire au Two Bays Trail Run. L'épreuve comptant comme championnats d'Australie de trail court, elle y remporte le titre. Elle se lance par la suite sur la distance du 100 kilomètres. Le 7 juin, elle termine deuxième du Gold Coast 100 km Super Marathon et décroche son ticket pour les championnats du monde du 100 kilomètres à Winschoten. Elle part au Kenya pour y suivre un entraînement spécifique durant six semaines. Elle termine huitième des championnats et meilleure Australienne. Elle améliore de 45 minutes sa marque pour la porter à 7 h 39 min 28 s, établissant un nouveau record d'Australie.
Le 27 novembre 2016, elle participe à nouveau aux championnats du monde du 100 kilomètres à Los Alcázares. Voyant la Néerlandaise Kim Mulder mener la première moitié de course, Kirstin s'empare de la tête à mi-course lorsque cette dernière faiblit. Elle s'installe confortablement en tête et voit revenir sur elle la Croate Nikolina Šustić en fin de course. Elle parvient à conserver sa position pour remporter le titre de championne du monde en 7 h 34 min 25 s.

## Palmarès

### Trail
| no  | féminin            | Course                                               | Longueur | Départ            | Temps           |
| --- | ------------------ | ---------------------------------------------------- | -------- | ----------------- | --------------- |
| 20e | Médaille de bronze | Championnats du Commonwealth d'ultradistance - Trail | 53 km    | 25 septembre 2011 | 4 h 9 min 53 s  |
| 17e | Médaille d'or      | Championnats d'Australie de trail court              | 56 km    | 11 janvier 2015   | 4 h 56 min 53 s |
| 7e  | Médaille d'or      | Championnats d'Australie de trail court              | 56 km    | 17 janvier 2016   | 4 h 53 min 14 s |

### Route
| Année | Compétition                             | Lieu          | Place | Épreuve        | Temps           |
| ----- | --------------------------------------- | ------------- | ----- | -------------- | --------------- |
| 2014  | Great Ocean Road Marathon               | Apollo Bay    | 1re   | Ultra-marathon | 3 h 7 min 51 s  |
| 2014  | Marathon de Melbourne                   | Melbourne     | 7e    | Marathon       | 2 h 51 min 19 s |
| 2015  | Great Ocean Road Marathon               | Apollo Bay    | 1re   | Ultra-marathon | 3 h 9 min 5 s   |
| 2015  | Gold Coast 100 km Super Marathon        | Gold Coast    | 2e    | 100 kilomètres | 8 h 25 min 57 s |
| 2015  | Championnats du monde du 100 kilomètres | Winschoten    | 8e    | 100 kilomètres | 7 h 39 min 28 s |
| 2016  | Great Ocean Road Marathon               | Apollo Bay    | 1re   | Ultra-marathon | 3 h 6 min 37 s  |
| 2016  | Championnats du monde du 100 kilomètres | Los Alcázares | 1re   | 100 kilomètres | 7 h 34 min 25 s |

## Records
| Épreuve        | Performance          | Date             | Lieu          |
| -------------- | -------------------- | ---------------- | ------------- |
| Marathon       | 2 h 51 min 19 s      | 12 octobre 2014  | Melbourne     |
| 50 kilomètres  | 3 h 50 min 36 s      | 27 novembre 2016 | Los Alcázares |
| 100 kilomètres | 7 h 34 min 25 s (AR) | 27 novembre 2016 | Los Alcázares |